# إرث وطني

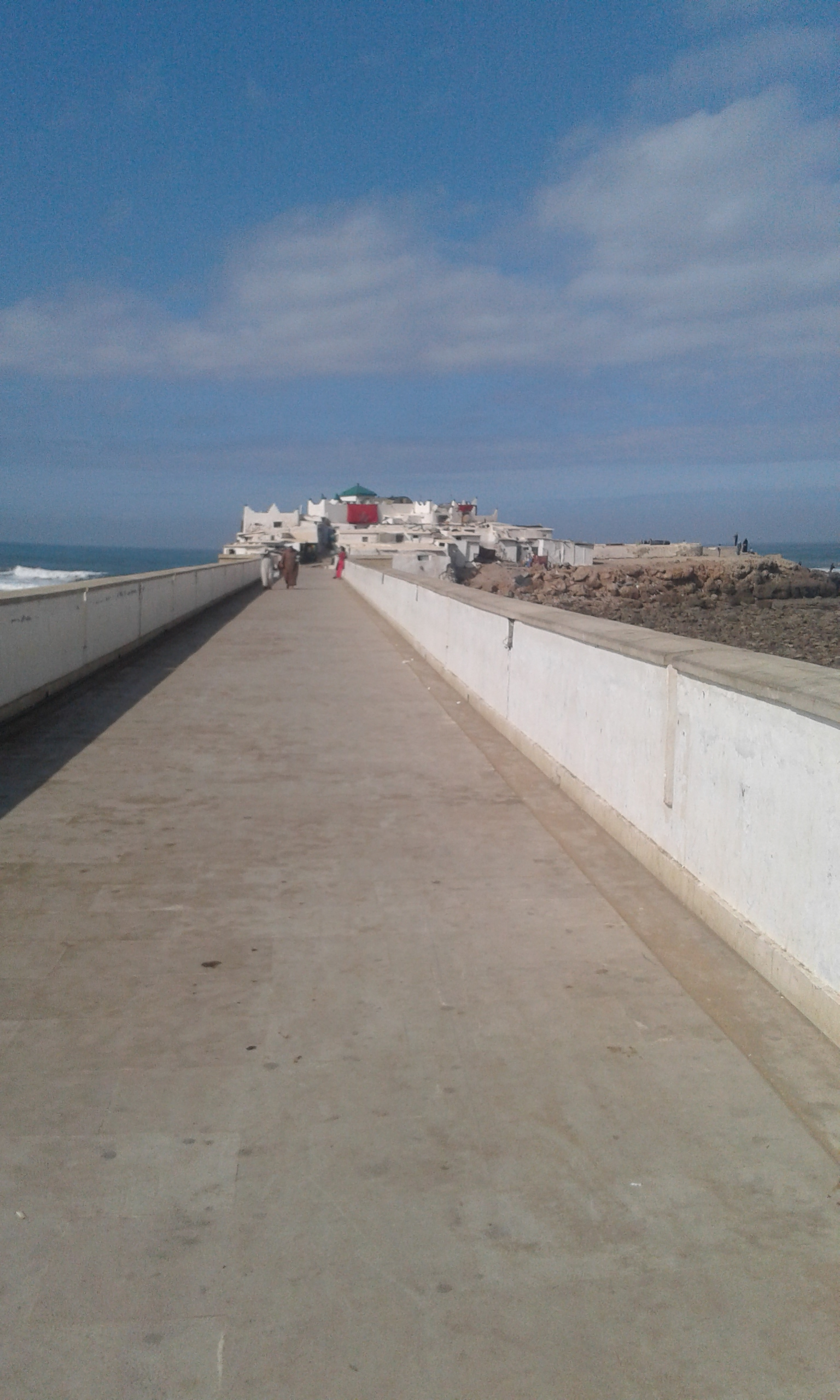
قنطرة شاطئ سيدي عبد الرحمان بالدار البيضاء المغرب

يشير مفهوم الإرث الوطني إلى مخزون الثروة أو الاحتياطات المتراكمة للاقتصاد الوطني. بالإضافة إلى الاحتياطيات النقدية والمقتنيات المالية الأخرى، ويشمل نطاق المفهوم كذلك الثروة غير النقدية للأمة أو الاحتياطيات مثل معالمها الوطنية ومطبخها وتراثها الفني.
ويرتبط الإرث الوطني بمفهومي الأساس الوطني والتراث الوطني دون أن يكون مرادفًا لهما. حيث يعكس مفهوم الإرث الوطني بقوة أصول الأمة (المادية والعقلية والمالية إلخ) أكثر من روح الوحدة الثقافية على الرغم من أن الأصول ذاتها يمكن بالفعل أن تتجسد في هذه الروح الواحدة أو تساهم فيها.

## الصين
في الصين، يُترجم مصطلح «الأساس الوطني» بكلمة guocui 國粹، وأنشئت مجلة «جورنال أوف ناشيونال إيسينس» Guocui xuebao 國粹學報 (Journal of National Essence) في عام 1905 بهدف الحفاظ على الإرث الوطني الفني في الصين والحفاظ عليه. وقسمت هذه المجلة إلى سبعة أقسام رئيسية، أربعة منها تتناول موضوعات الطبيعة وتقدم جوانب محددة لما يمكن أن يعتبر «الأساس الوطني» للصين وبالتالي الإرث الوطني:
- سياسة (zhengpian 政篇)
- تاريخ (shipian 史篇)
- التعليم والتعلم (xuepian 學篇، أو تعني حرفيًا «نهج الدراسة»)
- الأدب (wenpian 文篇)

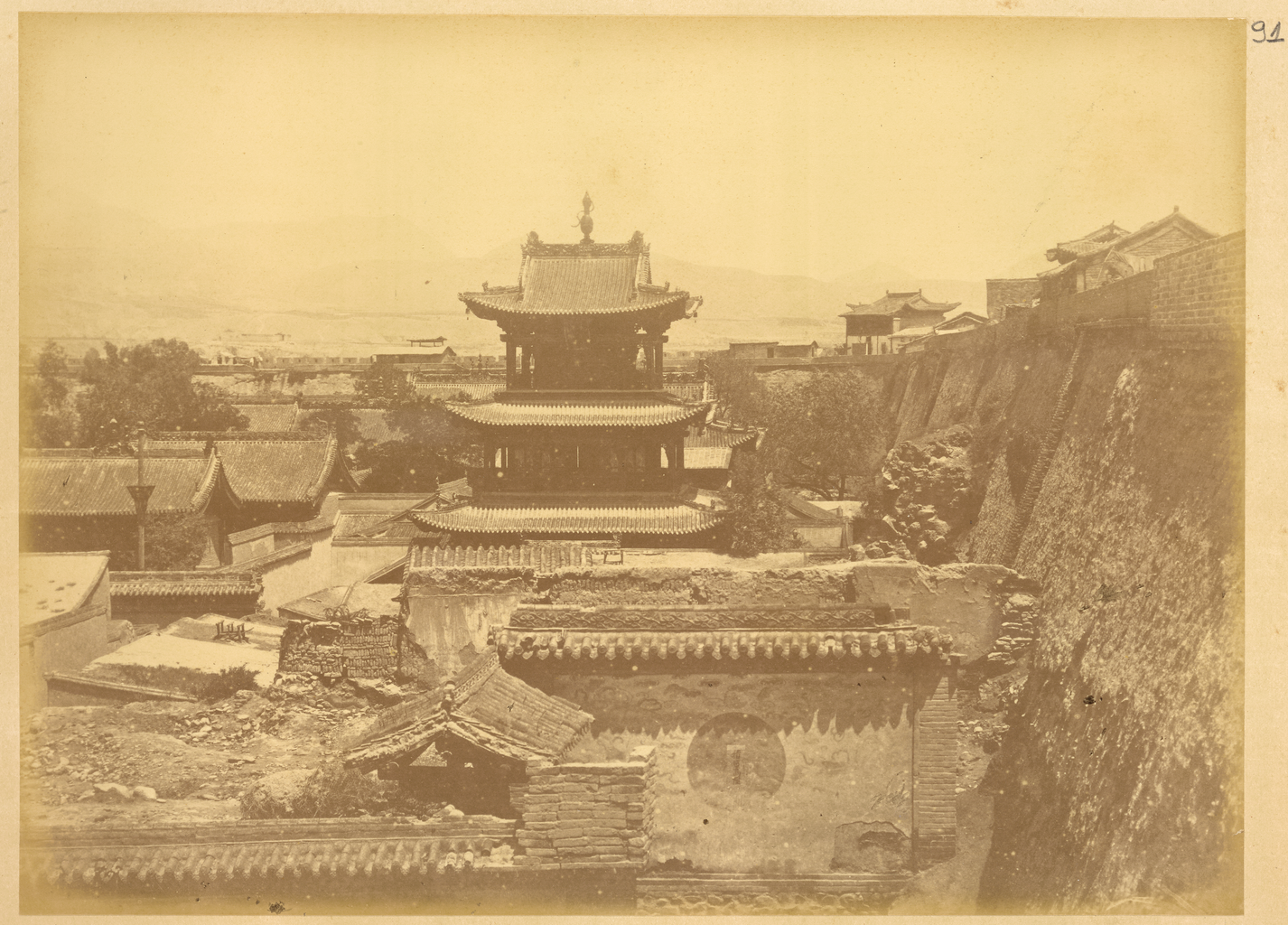
Mosque in Hami’s Muslim District, Xinjiang, China
مسجد في هامس مسلم بـ شنجيانغ، الصين

وبعد عامين من بدء نشر المجلة أضيف قسمان بموضوعين آخرين:
- الفن (Meishu 美術)
- العلوم الطبيعية (Bowu 博物، وتعني حرفيًا «المعرفة عن الأشياء»)

## اليابان[3]
في اليابات يُترجم مصطلح «الأساس الوطني» إلى kokusui، ومصطلح kokusui hozon 國粹保存 إلى «الحفاظ على الأساس الوطني.»
وفي رد فعل على ازدياد تأثير الغرب مؤخرًا خلال القرنين التاسع عشر والعشرين، أدى الشعور المتنامي بـالوطنية اليابانية في عام 1889 إلى إنشاء ثلاث مؤسسات تهدف إلى حماية الجوانب الفنية من الإرث الفني الوطني للبلاد والحفاظ عليه:
- المتحف الإمبراطوري (Teikoku Hakubutsukan 帝國博物館)
- كلية الفنون الجميلة بطوكيو (Tōkyō Bijutsu Gakkō 東京美術學校),
- المجلة الفنية Kokka 國華